# Eileen Essell
Eileen Essell (Londres, 8 de outubro de 1922 —  15 de fevereiro de 2015) foi uma atriz britânica.
Embora tenha atuado no palco por treze anos nas décadas de 40 e 50, sua primeira aparição nas telas foi na década de 70, em um episódio de Doctors. Ela já apareceu em muitos outros programas de TV, incluindo The Bill, Doc Martin, Holby City, Hustle, Casualty, Ideal e Sensitive Skin. Ela estrelou como Christine no episódio "Out of the Rain" na 2ª temporada da série spin-off BBC, Torchwood. Sua aparição mais notória foi como Mrs. Connelly, no filme Duplex em 2003. Morreu aos 92 anos, a causa da morte não foi divulgada.

## Filmografia
- 2002: Ali G Indahouse
- 2003: Duplex
- 2004: Finding Neverland
- 2005: The Producers
- 2005: Charlie and the Chocolate Factory
- 2007: Torchwood